# Gedwongen onderhandse verkoop
Een gedwongen onderhandse verkoop of onderhandse executie is een gedwongen verkoop van een onroerend goed door de hypotheekhouder of schuldeiser indien de schuldenaar niet aan zijn of haar betalingsverplichtingen kan voldoen.

## Vrijwillige gedwongen onderhandse verkoop
Om kosten te besparen werkt de hypotheekgever vrijwillig mee aan de onderhandse verkoop, het onderpand wordt door de hypotheekhouder aangeboden bij een gelieerde makelaar die een taxatierapport maakt of een gelieerde handelaar in onroerend goed, indien het bod wordt geaccepteerd nemen de schulden niet toe met de kosten voor de veilingruimte of veilingwebsite en kosten voor de notaris. De verkoop wordt afgehandeld door de notaris met een onherroepelijke volmacht voor onderhandse verkoop en als een normale verkoop geregistreerd bij het kadaster.

## Gerechtelijk gedwongen onderhandse verkoop
Indien de schuldenaar nalatig is in de betalingsverplichting en de procedure voor een gedwongen openbare verkoop gestart is kunnen zowel de hypotheekgever als de hypotheeknemer een gerechtelijk gedwongen onderhandse verkoop aanvragen om de veilingkosten van een executieverkoop te voorkomen. Dit kan uiterlijk een week voor de veiling met toestemming van de voorzieningenrechter, ex art. 3:268 lid 2 BW. Het verzoekschrift is aangevuld met het koopcontract, afschriften van de gedane biedingen bij de notaris of een verklaring van de notaris dat er geen biedingen gedaan zijn en een lijst van belanghebbenden, de hypotheekgever, de schuldenaar en andere rechthebbenden. Alle belanghebbenden worden op de hoogte gesteld van het verzoek. De voorzieningenrechter zal het geplaatste bod beoordelen ten aanzien van de marktwaarde en soms bestaat er de mogelijkheid ter zitting een hoger bod uit te brengen.

## Gedwongen onderhandse verkoopwaarde
Net als met een vrijwillige verkoop is de waarde van een onroerend goed bij gedwongen onderhandse verkoop binnen een beperkte verkooptermijn vrij van huur en gebruik hoger dan in verhuurde staat. Het taxatierapport bevat ter vergelijking naast de gedwongen onderhandse verkoopwaarde ook de executiewaarde van het onroerend goed.

## België
Voorgaande beschrijving geldt voor Nederland en bevat een voor de Belgische situatie verwarrende terminologie. Het begrip "onderhands" wordt in België uitsluitend gebruikt om het onderscheid te maken tussen enerzijds akten die door partijen zelf, zonder tussenkomst van notaris of gelijkgestelde, worden opgesteld - de onderhandse akte - en de authentieke akte, die door een notaris of gelijkgestelde worden verleden.
 Luidens de Hypotheekwet is overschrijving van de akte die de eigendom van een onroerend goed overdraagt verplicht om de overdracht tegen derden inroepbaar te maken, en kunnen enkel authentieke akten ter overschrijving aangeboden worden.
Een gedwongen verkoop van een gehypothekeerd goed kan in België dus nooit onderhands zijn.